# Kreminna

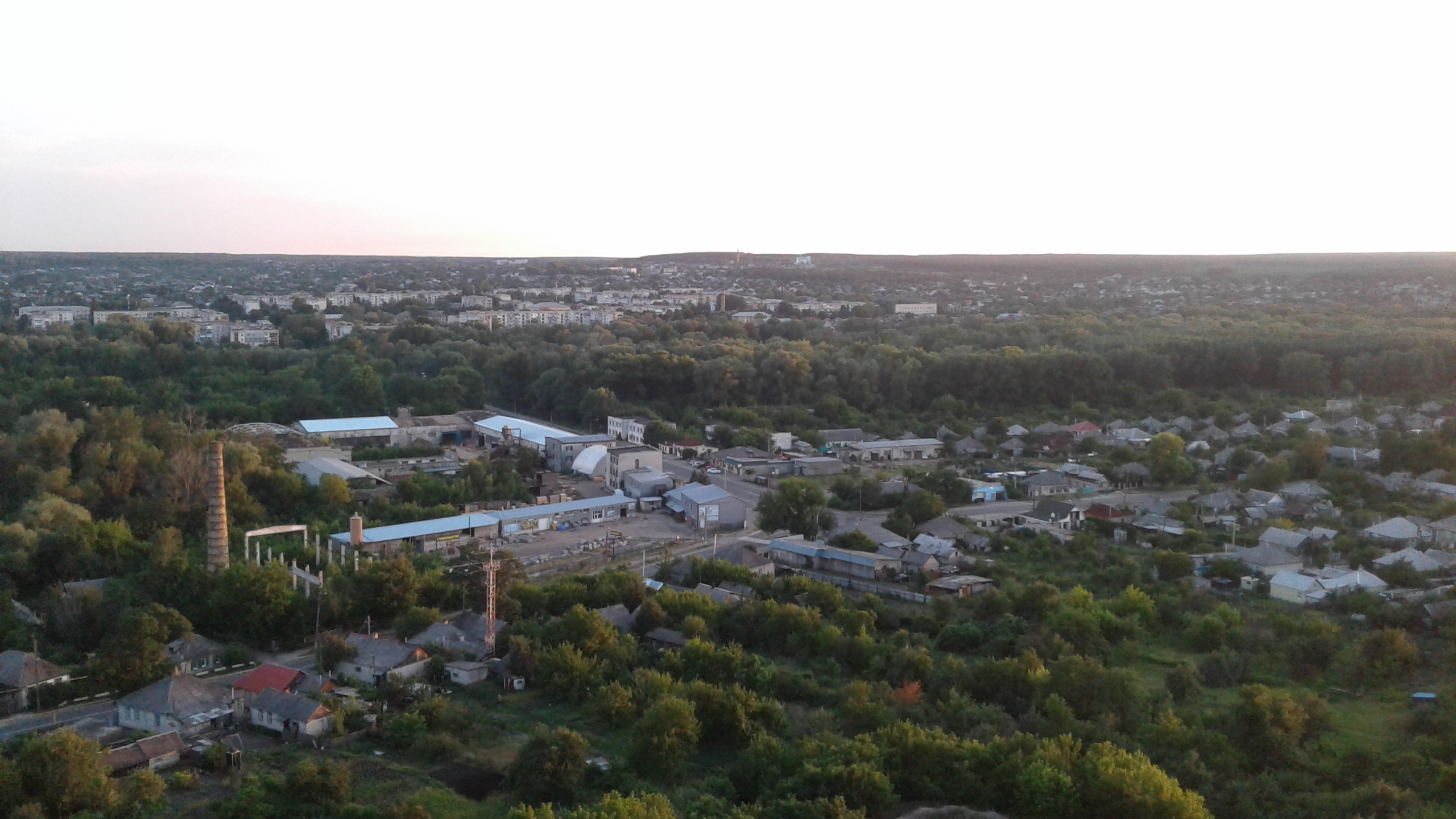
Miasto Kreminna

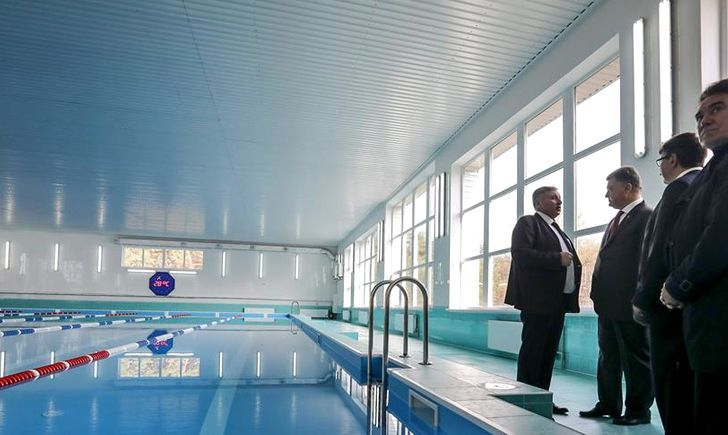
V prezydent Ukrainy Petro Poroszenko otwiera basen na stadionie „Olymp”

Kreminna (ukr. Кремінна) – miasto na wschodzie Ukrainy w obwodzie ługańskim. Ośrodek przemysłu spożywczego i wydobywczego.
Miejscowość jest znana jako „płuca Donbasu”, ponieważ ma dobre możliwości rekreacyjne (lasy, jeziora, rzeki, obozy rekreacyjne dla dzieci). Miasto posiada nowoczesny ośrodek sportowy do treningu sportowców olimpijskich i paraolimpijskich.

## Historia
Za rok założenia Kreminnej uważa się 1679. Zbiegli chłopi pańszczyźniani z prawobrzeżnej Ukrainy założyli osadę nad brzegiem rzeki Krasnej.
W pierwszej ćwierci XIX wieku wieś uzyskała status osady wojskowej i do początku XX wieku nosiła nazwę Nowogłuchow na cześć stacjonującego tu pułku Głuchowskiego. Rekruci wojskowi mieli prawa poddanych i służyli przez 25 lat.
1825 r. w pobliżu wsi znaleziono węgiel kamienny. Wydobycie surowca rozpoczęło się na początku lat 90. XIX wieku.
1864 r. w państwowej osadzie Nowogłuchow mieszkały 4073 osoby. 1882 r. Nowogłuchow otrzymał status miasta powiatowego.
1895 r. uruchomiono kolej Lisiczańsk-Kupiańsk, która przebiegała w pobliżu miejscowości.
W grudniu 1917 r. w Kreminnej ustanowiono rząd bolszewicki. W kwietniu 1918 r. Kreminna, podobnie jak Rubiżne, znalazła się pod kontrolą wojsk ukraińskich i sprzymierzonych wojsk niemieckich, lecz w grudniu 1918 r. osada została ponownie zajęta przez bolszewików.
W lutym 1919 r. Kreminna stała się centrum nowo utworzonej prowincji donieckiej. W 1932 r. w puszczy kremińskiej utworzono rezerwat narodowy.
Miasto ucierpiało w wyniku klęski głodu sprowokowanej przez rząd ZSRR w latach 1932–1933. Liczba ustalonych ofiar to 161 mieszkańców miasta.
Prawa miejskie Kreminna posiada od 1938 roku.
W czerwcu 1938 r., w związku z podziałem obwodu donieckiego na obwody stalinowski i woroszyłowgradzki, weszła w skład obwodu woroszyłowgradzkiego. W 1940 r. Kreminna miasto stało się miastem rejonowym. W lasach budowano ośrodki wypoczynkowe i sanatoria.
10 lipca 1942 r., po zmasowanych nalotach, miasto zostało zajęte przez wojska niemieckie. 31 stycznia 1943 r. zostało odzyskane przez władze sowieckie. W 1943 roku zaczęto wydawać miejscową gazetę.
2020 r., podczas reformy administracyjnej, Kreminna stała się centrum hromady kremińskiej w ramach rejonu siewierodonieckiego obwodu ługańskiego.
Wraz z początkiem wojny w Donbasie, od kwietnia do połowy lipca 2014 r. miasto znajdowało się prawie na linii frontu. Działania wojenne ominęły jednak zasadnicze zabudowania.
W 2022 r., wraz z początkiem pełnoskalowej inwazji Rosji na Ukrainę, na obszarze Kreminnej rozpoczęły się regularne działania wojenne. Wojska rosyjskie ostrzelały kompleks sportowy „Olymp”, w wyniku czego na powierzchni ponad 2000 m² wybuchł pożar.
18 kwietnia wojska rosyjskie wkroczyły do Kreminnej, rozpoczęły się walki uliczne. Ministerstwo Obrony Federacji Rosyjskiej cztery razy ogłosiło zdobycie miasta (z różnymi datami). Jednak 19 kwietnia Rosjanie całkowicie zajęli miasto.

## Demografia
- 1989 – 27 686[8]
- 2013 – 20 324[9]
- 2018 – 19 155[10]
- 2021 – 18 417[1]

## Gospodarka
Gospodarka miasta opiera się na przemyśle spożywczym i drzewnym, wyrębie i warsztatach. Na przedmieściach eksploatowane są złoża gazu ziemnego.